# La città vecchia
La città vecchia è una canzone scritta da Fabrizio De André ed Elvio Monti.
Fu pubblicata come singolo, la prima volta nel dicembre del 1965, come lato A, nel 45 giri La città vecchia/Delitto di paese, fu inserita l'anno successivo nell'album Tutto Fabrizio De André.

## Contenuto e ispirazione
La canzone, basata su una melodia a ritmo di mazurca, racconta frammenti della vita che si svolge nelle zone più malfamate del porto di Genova. Come in moltissime altre sue canzoni, De André rappresenta un mondo di emarginati, dimenticati e solitari, parlando di pensionati alcolizzati che sfogano i loro dispiaceri con il vino, prostitute e loro clienti (che di giorno le insultano per poi invece frequentarle di notte, spendendo tutti i loro risparmi), ladri, assassini e "il tipo strano, quello che ha venduto per tremila lire sua madre a un nano".
Gli influssi culturali della composizione di De André sono da ricercare in varie opere di diversi autori.
De André scrisse la canzone nel 1962, poco dopo l'uscita dell'edizione definitiva del Canzoniere di Umberto Saba, e per il titolo ed il contenuto del brano si ispirò a La città vecchia, famosa poesia di Saba che si trova nel Canzoniere. Il poeta triestino, in tale testo, descrive gli angiporti della sua città ed i personaggi poveri e bisognosi che li popolano, criticando fermamente il modello di vita borghese. Sebbene i personaggi siano più o meno gli stessi («la prostituta e marinaio, il vecchio che bestemmia, la femmina che bega [...] sono tutte creature della vita e del dolore», dice Saba), c'è un enorme divario ideologico fra i due componimenti: se Saba sente e scrive di avere qualcosa in comune con tali personaggi, cioè il credere nello stesso Dio («s'agita in esse, come in me, il Signore»), De André invece esprime un distacco da essi, cantando che tale gente vive «Nei quartieri dove il sole del buon Dio non dà i suoi raggi» e chiudendo il brano con una strofa che riassume efficacemente il suo pensiero generale:
li condannerai a cinquemila anni più le spese, 

ma se capirai, se li cercherai fino in fondo, 

se non sono gigli, son pur sempre figli, vittime di questo mondo.»
La frase di apertura del brano è ripresa direttamente da una poesia di Jacques Prévert, "Embrasse-moi", che era stata musicata da Wal-Berg e cantata da Marianne Oswald nel 1935.
(da "Embrasse moi", Jacques Prévert)
La musica, scritta da Elvio Monti, è fortemente ricalcata su quella di "Le bistrot" di Georges Brassens (1960).ascolta
La canzone all'epoca fu anche parzialmente censurata, ed i versi originari «quella che di giorno chiami con disprezzo "specie di troia" / quella che di notte stabilisce il prezzo della tua gioia» furono sostituiti in via definitiva (anche dunque per le successive versioni in studio e dal vivo del brano) con «quella che di giorno chiami con disprezzo "pubblica moglie" / quella che di notte stabilisce il prezzo alle tue voglie». Una prima versione contenente la frase originaria fu incisa, ma a causa della censura venne ritirata dalla casa discografica Karim e ne esistono solo poche e rare copie stampate.

## Commenti critici
Il testo descrive alcune miserie dell'umanità, per le quali ci si potrebbe indignare, ma il cantautore nel finale esprime un senso di pietà. Tutti gli uomini siamo fragili e bisognosi d'amore, come affermato nei già citati versi finali, versi in cui è contenuta anche una critica alla borghesia, ai benpensanti che guardano con disdegno il mondo degli ultimi.